# Pénélope cujubi
Pipile cujubi
Espèce
Synonymes
- Aburria cujubi

Statut de conservation UICN

 VU A3cd+4cd : Vulnérable
La Pénélope cujubi (Pipile cujubi) est une espèce d'oiseau de la famille des Cracidae.

## Description
Elle mesure environ 74 cm de longueur. Elle ressemble à une dinde avec son cou fin, sa petite tête et sa longue queue inclinée vers le sol. Son plumage est noir sauf sur la tête et une partie des ailes qui sont blanches. Elle a un fanon et les pattes rouges.
Elle vit dans les arbres.

## Répartition
On la trouve en Bolivie et au Brésil.

## Habitat
Son habitat naturel est les forêts humides de plaine tropicales et subtropicales.

## Sous-espèces
Selon la classification de référence du Congrès ornithologique international (version 15.1, 2025) :
- Pipile cujubi cujubi (Pelzeln, 1858) — centre-nord du Brésil ;
- Pipile cujubi nattereri Reichenbach, 1861 — de l'ouest du Brésil au nord-est de la Bolivie.